# Allegorie (beeldende kunst)

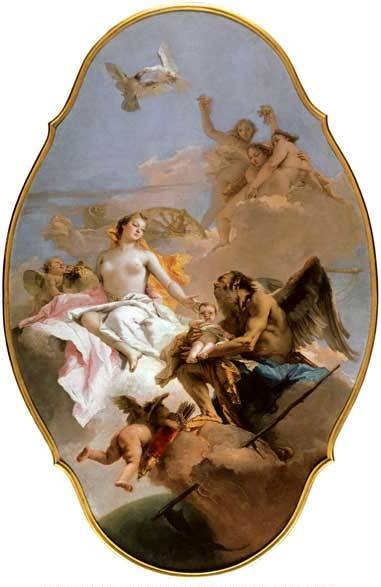
Giambattista Tiepolo, Allegorie met Venus en Tijd, 1754-1757, Olieverf op doek, National Gallery Londen

Een allegorie is in de beeldende kunst een symbolische voorstelling waarbij een idee of abstract begrip (bijvoorbeeld deugden en ondeugden) wordt verbeeld door één of meer personificaties, personen en concrete zaken.

## Geschiedenis
Al sinds de Griekse oudheid worden allegorieën gebruikt in de beeldende kunst. De personificaties van vrede en recht, Pax en Justitia, stammen bijvoorbeeld uit deze periode. Deze allegorieën werden frequent gebruikt, tot in de Romeinse tijd. In de Middeleeuwen werd de allegorie minder populair en bijna alleen nog maar gebruikt om de Bijbelse deugden en ondeugden weer te geven in de boekverluchting. 
In de renaissance was er een opleving van de allegorie in West-Europa, waarbij Fontainebleau een van de eerste projecten was sinds de oudheid waarin de allegorie op grotere schaal werd gebruikt. In de Nederlanden en Duitsland was de allegorie in deze periode vooral populair in de prentkunst waar hij vaak werd gebruikt. Na de 18e eeuw ging het bergafwaarts met de allegorie toen het opkomend realisme vraagtekens zette bij het gebruik ervan. Een opleving kwam met het symbolisme en de jugendstil. Bijvoorbeeld Alfons Mucha maakte rond 1900 verschillende series over de vier seizoenen. 
In de 20e eeuw werden allegorieën onder andere gebruikt in openbare gebouwen en beeldengroepen.

## Afbeeldingen

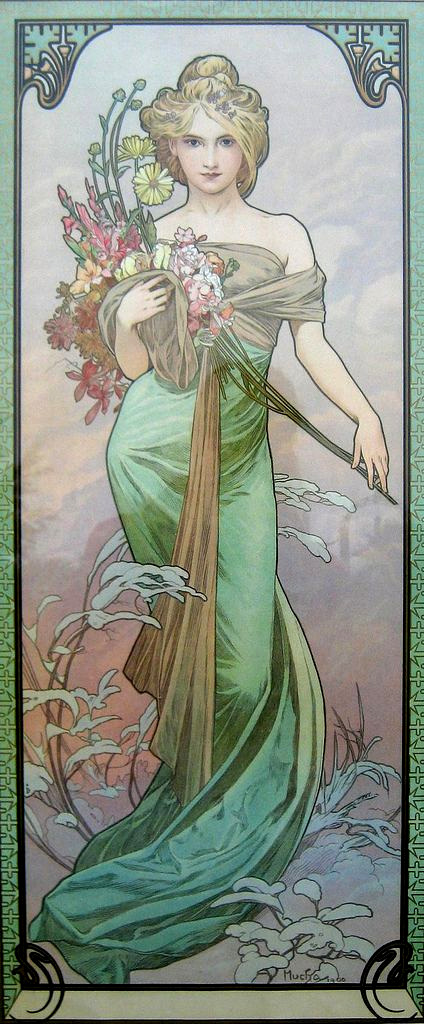
Lente, Alfons Mucha, 1900
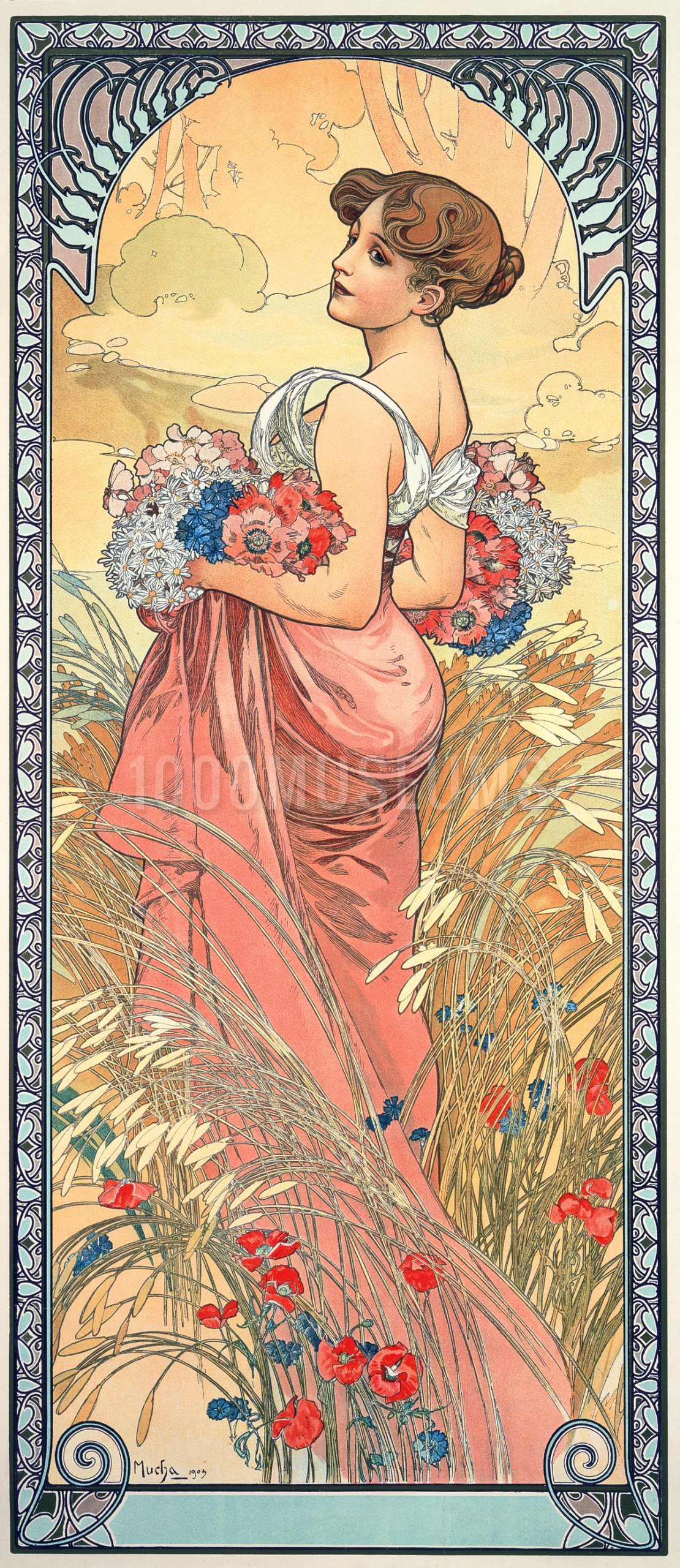
Zomer, Alfons Mucha, 1900
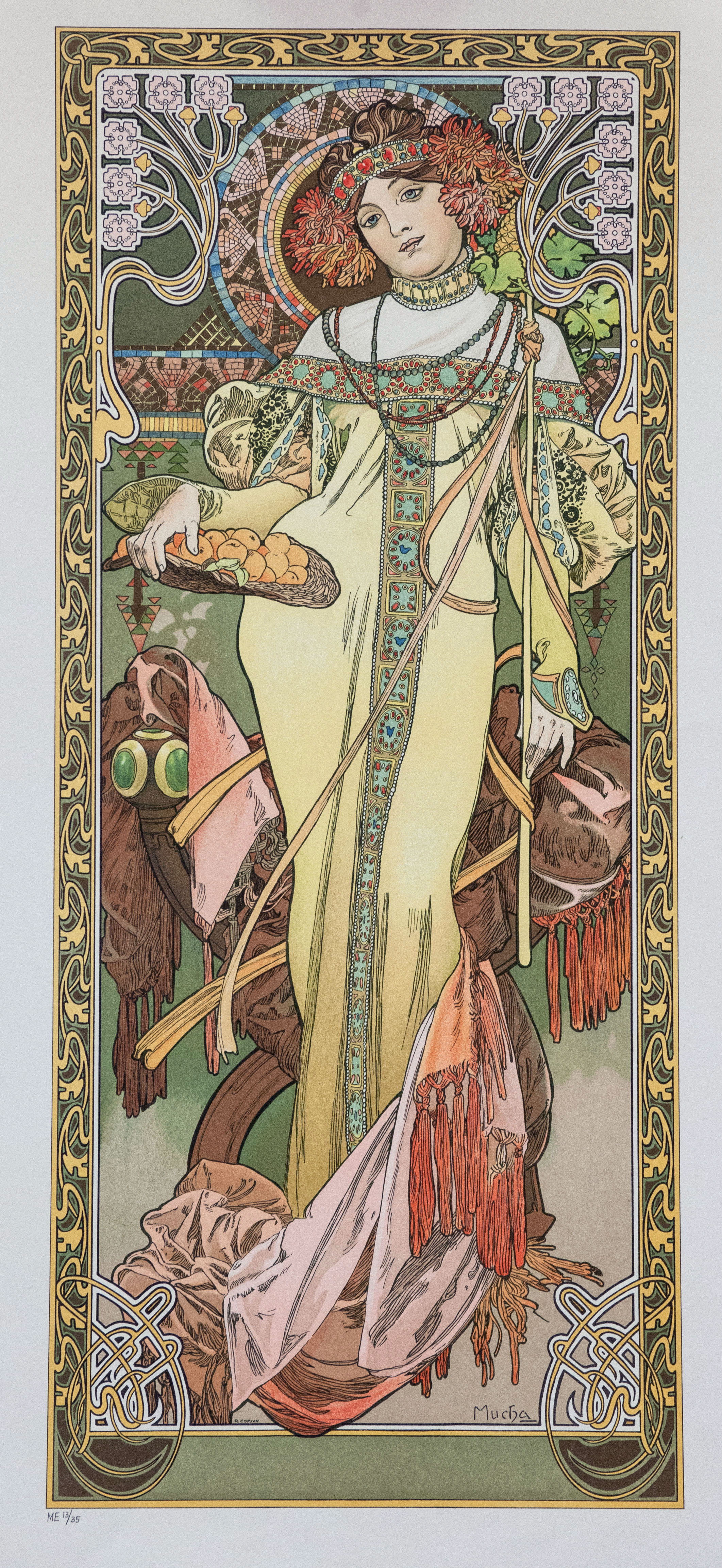
Herfst, Alfons Mucha, 1900
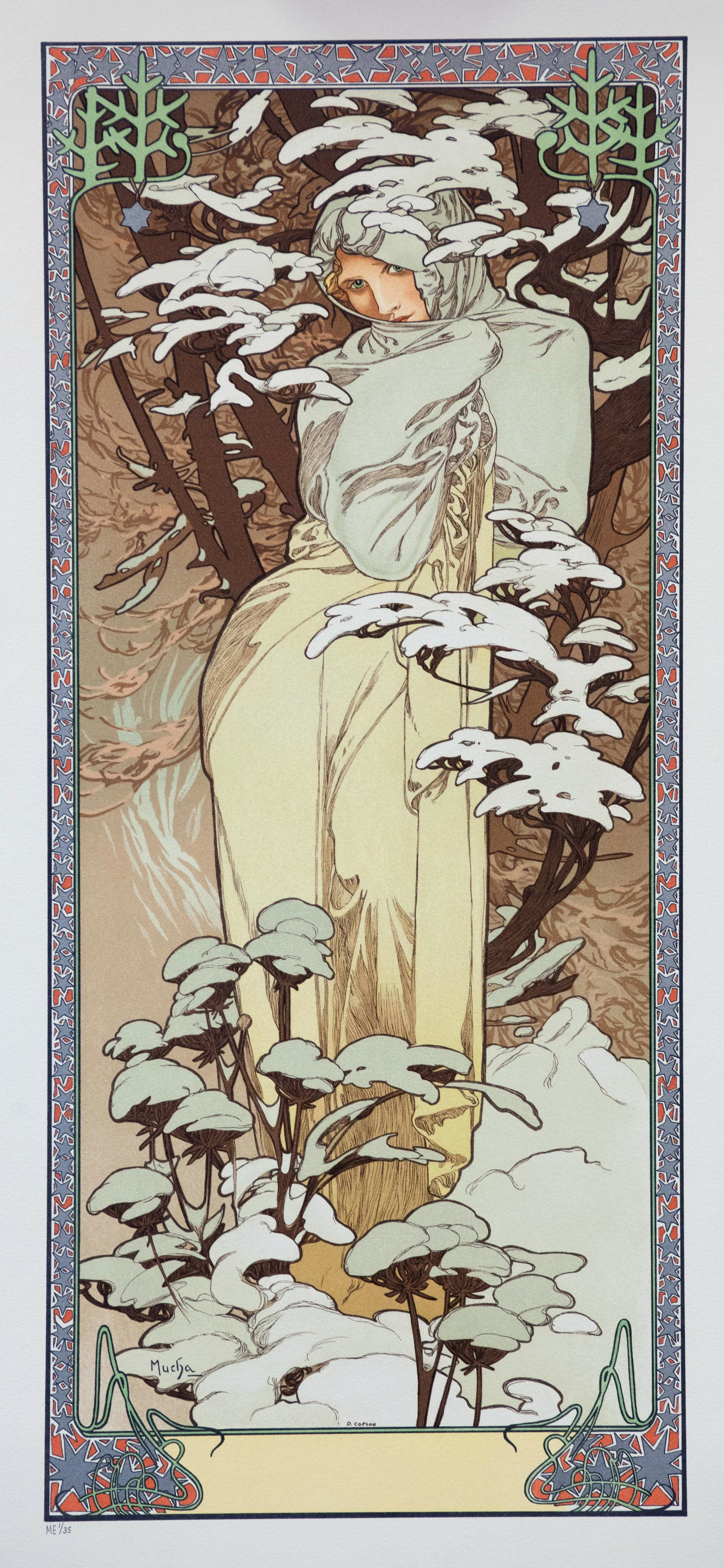
Winter, Alfons Mucha, 1900